# UTEP Miners
Gli UTEP Miners sono la società sportiva dell'University of Texas at El Paso. Partecipa ai campionati NCAA. Fino al 1967 la denominazione è stata Texas Western.

## Pallacanestro
I Texas Western sono stati una squadra di pallacanestro del Texas Western College di El Paso, nello stato statunitense del Texas (oggi Università del Texas a El Paso).
Tra i giocatori più noti che vi hanno militato figurano: Nate Archibald, Tim Hardaway, Antonio Davis, Jim Barnes, Greg Foster, Derrick Caracter, Nolan Richardson.

### Stagione 1965-1966
Nel 1965-1966, allenati da Don Haskins, vinsero a sorpresa il campionato NCAA. L'episodio rimase celebre perché fu la prima squadra ad inserire ben 7 giocatori afroamericani nella sua rosa, in un momento in cui nel sud degli Stati Uniti non erano presenti nelle squadre universitarie giocatori di colore. La squadra così composta subì una sola sconfitta e la finale fu disputata dai soli giocatori neri contro i 12 bianchi della squadra avversaria dei Kentucky Wildcats.
La rosa era così composta:
|       | Naz.                   | Ruolo | Sportivo        |  |  |  |  |
| ----- | ---------------------- | ----- | --------------- |  |  |  |  |
| 21/52 | Stati Uniti (bandiera) | A     | Jerry Armstrong |  |  |  |  |
| 23    | Stati Uniti (bandiera) | G     | Orsten Artis    |  |  |  |  |
| 22    | Stati Uniti (bandiera) | A     | Louis Baudoin   |  |  |  |  |
| 11    | Stati Uniti (bandiera) | A     | Willie Cager    |  |  |  |  |
| 44    | Stati Uniti (bandiera) | A     | Harry Flournoy  |  |  |  |  |
| 14    | Stati Uniti (bandiera) | G     | Bobby Joe Hill  |  |  |  |  |
| 42    | Stati Uniti (bandiera) | C     | Dave Lattin     |  |  |  |  |
| 31    | Stati Uniti (bandiera) | A     | Dick Myers      |  |  |  |  |
| 15    | Stati Uniti (bandiera) | G     | David Palacio   |  |  |  |  |
| 25    | Stati Uniti (bandiera) | G     | Togo Railey     |  |  |  |  |
| 33    | Stati Uniti (bandiera) | C     | Nevil Shed      |  |  |  |  |
| 24    | Stati Uniti (bandiera) | G     | Willie Worsley  |  |  |  |  |

Nel 2007 tutta la squadra del 1965-1966 venne ammessa nel Naismith Memorial Basketball Hall of Fame. A livello individuale erano già stati ammessi anche Nate Archibald (nel 1991) e l'allenatore Don Haskins (nel 1997).
Nel 2006 la Walt Disney Pictures ha realizzato il film Glory Road - Vincere cambia tutto, tratto da questa storia.

### Numeri ritirati
- 10: Tim Hardaway[1]
- 14: Nate Archibald e Bobby Joe Hill[1]
- 42: Nolan Richardson e Dave Lattin[1]
- 44: Harry Flournoy[1]
- 45: Jim Barnes[1]